# Recettore del calcitriolo

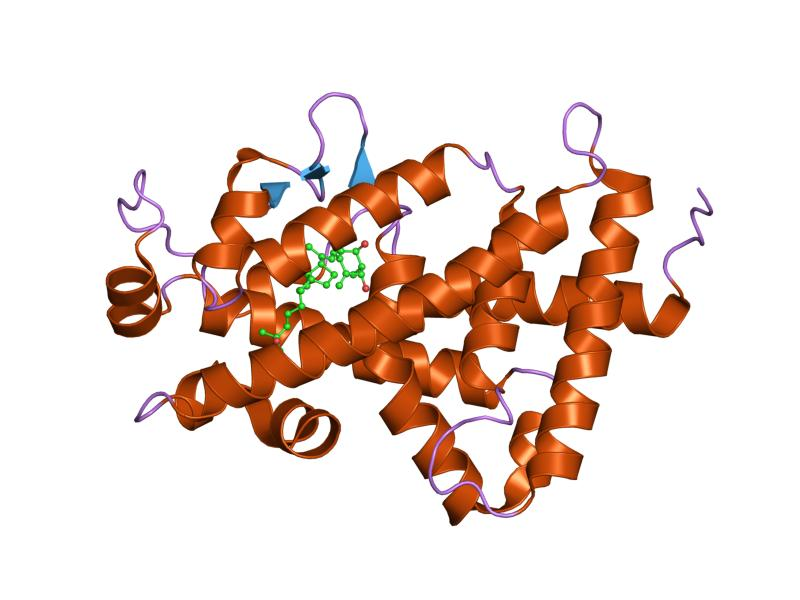
Disegno del recettore

Il recettore del calcitriolo, conosciuto anche come recettore della vitamina D o come NR1I1, è un recettore nucleare attivatore di alcuni fattori di trascrizione.
Dopo essere stato attivato dal calcitriolo, il recettore forma un eterodimero con il recettore X del retinoide (RXR) e lega l'elemento di risposta all'ormone sul DNA modulando l'espressione di uno specifico gene.
Negli esseri umani, il recettore del calcitriolo viene codificato da un gene nominato gene VDR mentre la sequenza del DNA a cui si lega il complesso VDR-calcitriolo-RXR è denominata VDRE (Vitamin D Responsive Element). Negli enterociti, in particolare, è in tal modo stimolata la produzione di un trasportatore per il calcio (TRPV6) e di una proteina intracellulare legante il calcio. 
L'attività del recettore nelle cellule è quella di modulare i valori del calcio nell'organismo.